# LEOPALDON
LEOPALDON（レオパルドン）は高野政所（トラックメイカー/MC）、GUNHEAD（DJ） 、フランク重虎（テクニカルメンバー）の3人からなるテクノユニット。サンプリングネタ＋テクノ＋パフォーマンスによるナードコアムーヴメントを牽引した。

## 経歴
- 1996年、高野政所のソロユニットとしてデビュー。
- 1999年、韓国唯一のテクノ・レーベル DMS TRAX と契約し翌年イ・パクサとのコラボレーション「SPACE FANTASY」を発表。
- 2000年に1stアルバム『Cake or Girl』発売。タワーレコードインディーズ新宿店チャートで最高2位を獲得し、各メディアで紹介された。
- 2002年11月、2ndアルバム『去年出たやつ』をリリース。タワーレコード全国インディーズチャートで5位を記録。
- 2004年4月、3rdアルバム『ヤバコプター』発売。
- 2007年6月29日、4thアルバム『HOMECENTER 2 GAMECENTER』発売。